# 사기 (역사서)
| 이름          | 저자                 | 권수 |
| ------------- | -------------------- | ---- |
| 사기          | 전한·사마천          | 130  |
| 한서          | 후한·반고·배인       | 100  |
| 후한서        | 유송·범엽·배송지     | 120  |
| 삼국지        | 서진·진수·배잠       | 65   |
| 진서(晉書)    | 당·방현령·배행검 등  | 130  |
| 송서          | 양·심약              | 100  |
| 남제서        | 양·소자현            | 59   |
| 양서          | 당·요사렴            | 56   |
| 진서(陳書)    | 당·요사렴            | 36   |
| 위서          | 북제·위수            | 114  |
| 북제서        | 당·이백약            | 50   |
| 주서          | 당·영호덕분 등       | 50   |
| 수서          | 당·위징 등           | 85   |
| 남사          | 당·이연수            | 80   |
| 북사          | 당·이연수            | 100  |
| 구당서        | 후진·유후 등         | 200  |
| 신당서        | 송·구양수 등         | 225  |
| 구오대사      | 송·설거정 등         | 150  |
| 신오대사      | 송·구양수            | 74   |
| 송사          | 원·토크토 등         | 496  |
| 요사          | 원·토크토 등         | 116  |
| 금사          | 원·토크토 등         | 135  |
| 원사          | 명·송렴 등           | 210  |
| 명사          | 청·장정옥 등         | 332  |
| 신원사*       | 중화민국·커샤오민 등 | 257  |
| 청사고*       | 중화민국·자오얼쑨 등 | 536  |
| v • d • e • h |                      |      |

사마천 '태사공서'

《사기》(중국어 간체자: 史记, 정체자: 史記, 병음: Shǐjì 스지[*])는 중국 전한 왕조 무제 시대에 사마천이 저술한 중국의 역사서이며, 중국 이십사사의 하나이자 정사의 으뜸으로 꼽힌다.
본래 사마천 자신이 붙인 이름은 《태사공서》(중국어: 太史公書, 병음: Tàishǐgōngshū 타이스궁수[*])였으나, 후한 말기에 이르러 《태사공기》(太史公記)로도 불리게 되었으며 이 '태사공기'의 약칭인 '사기'가 정식 명칭으로 굳어졌다. 〈본기〉(本紀) 12권, 〈표〉(表) 10권, 〈서〉(書) 8권, 〈세가〉(世家) 30권, 〈열전〉(列傳) 70권으로 구성된 기전체 형식의 역사서로서 그 서술 범위는 전설상의 오제(五帝)의 한 사람이었다는 요 (기원전 22세기)에서 기원전 2세기 말의 전한 무제까지를 다루고 있으며, 그 서술 방식은 후대 중국의 역사서, 특히 정사를 기술하는 한 방식의 전범(典範)이 되었고, 유려한 필치와 문체로 역사서로서의 가치 외에 문학으로서도 큰 가치를 가진 서적으로 평가받고 있다.

## 성립 과정

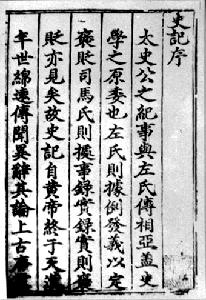
사기 초판본

편찬 시기는 기원전 109년에서 기원전 91년 사이로 추정된다. 《사기》와 같은 역사책을 짓는다는 구상은 이미 사마천의 아버지인 사마담 때부터 존재했으나, 사마담은 자신이 그 일을 완수하지 못하고 죽음을 맞게 되자 분개하며 아들 사마천에게 자신의 뒤를 이어 역사책을 짓는 일을 완수해줄 것을 유언으로 남겼다.
사마천은 그러한 아버지의 유언을 받들어 《사기》의 편찬을 계속하게 되었다. 그런데 기원전 99년, 사마천은 흉노에 투항한 장수 이릉을 변호하다 무제의 노여움을 사서 투옥되고, 이듬해에는 궁형에 처해졌다. 옥중에서 사마천은 고대 위인들의 삶을 떠올리면서 자신도 지금의 굴욕을 무릅쓰고서 역사 편찬을 완수하겠다고 결의하였다고 한다. 기원전 97년에 출옥한 뒤에도 사마천은 집필에 몰두했고, 기원전 91년경 《사기》는 완성되었다. 사마천은 자신의 딸에게 이 《사기》를 맡겼는데, 무제의 심기를 거스를 만한 기술이 《사기》 안에 포함되어 있었기 때문이었고, 선제 시대에 이르러서야 사마천의 외손자 양운에 의해 널리 퍼지게 되었다고 한다.
당대(唐代)에 사마천의 후손 사마정이 《사기색은》(史記索隱)에서 《죽서기년》 등을 참조하여, 과거 사마천이 서술하지 않은 오제 이전의 삼황(三皇) 시대에 대해서도 〈삼황본기〉(三皇本紀)를 짓고 〈서〉(序)도 곁들였다.

## 사상적 배경
《사기》의 내용 전반을 관통하고 있는 사상은 바로 '하늘의 도라는 것은 옳은 것인가, 그른 것인가'(天道是也非也)라는 질문이기도 하다. 하늘의 도리, 즉 인간의 세상에서 이루어져야만 하는 올바른 길이라는 것이 정말 존재하기는 하는 것인지에 대한 물음이다. 《사기》 열전에서 가장 먼저 다루고 있는 〈백이열전〉(伯夷列傳)에서 사마천은 의인(義人)임에 틀림없는 백이와 숙제가 아사(餓死)라는 초라한 죽음을 맞은 것에 대한 질문을 던진다. 이에 대해서는 사마천 자신이 과거 친구이자 이릉의 불가피한 항복을 변호했던 올바른 행동을 하고도 궁형이라는 치욕스러운 형벌을 받은 것에 대한 비통함이 깔려 있다는 분석이 있다.
그가 《사기》를 집필하던 시대 한 왕조는 무제에 의한 유교의 국교화가 진행되고 있었다. 공자에 대해서도 제후(諸侯)가 아닌 그를 굳이 세가(世家)의 반열에 넣은 것도 그러한 이유에서였다. 《사기》의 기술은 유교 사상이 주가 되는 와중에 다른 사상도 가미되어 있는데(사마천 자신이 도가에 특히 호의적이었기 때문이었다고도 한다) 이것은 '사실'을 추구한다는 역사서 편찬 목적에서 비롯되었다. 반진(反秦) 세력의 명목상의 영수(領袖)였던 의제의 본기를 짓지 않고 실질적인 지배자인 항우의 본기를 지은 것도, 여후의 꼭두각시에 불과했던 혜제를 본기에서 제외하고 마찬가지로 〈여태후본기〉(呂太后本紀)」라는, 여후의 본기를 지은 것도, 그러한 자세의 발로였던 것으로 보인다.
왕후(王侯)를 중심 대상으로서 서술하면서도 민간의 인물을 다룬 〈유협열전〉(遊俠列傳), 〈화식열전〉(貨殖列傳), 암살자의 전기를 다룬 〈자객열전〉(刺客列傳) 등 권력과는 거리가 멀었던 인물에 대한 기술도 많다.
또한 당시 무제와 외척 사이의 권력 다툼을 묘사한 〈위기무안후열전〉(魏其武安侯列傳)이나, 남색(男色)이나 아첨으로 부귀를 얻은 자들을 다룬 〈영행열전〉(佞幸列傳), 법률을 등에 업고 위세를 부리며 사람들을 괴롭혔던 관리들의 이야기를 모은 〈혹리열전〉(酷吏列傳)과 더불어 법률을 가지고 사람들을 올바르게 이끌었던 관리들을 〈순리열전〉(循吏列傳)으로 정리하는 등, 구태의연한 영웅 중심 역사관에 치우치지 않는 유연하고 다양한 시점유지도 눈여겨볼 점이다. 뿐만 아니라 당시 한의 숙적이었던 흉노를 비롯한 주변 기마민족이나 이민족을 한의 가치관을 기준으로 논평하는 것이 아니라 기본적인 사실만을 담담하게 쓴다는 태도로 임하고 있다.
이러한 사마천의 태도는 유교가 중국 사회의 주도권을 잡게 되면서 종종 비판 대상이 되었다. 《한서》를 지은 반표의 경우 사마천이 건달이나 졸부 같은 인물을 사서에서 다루고 유교를 경시하며 도교에 가까운 입장을 취했다며 비판했고, 《문심조룡》(文心雕龍)에서는 여자인 여후를 본기로서 서술했다며 비난하였다. 《사기》를 일종의 악서(惡書)로 보는 시점은 몹시 일찍부터 존재했는데, 성제 때에 제후인 동평사왕 유우가 한 조정에 《태사공서》를 요구했는데, "옛날의 합종연횡(合從連衡)이며 권모술수가 자세히 담겨 있는 책이라 제후들에게 읽게 할 책이 아니다"라는 의견이 나와 결국 허락되지 못했다는 것이다. 또한 촉한의 초주(譙周)는 사서의 편찬은 경서(經書) 즉 유교 서적에만 의거해야 하는데 《사기》는 그러지 않고 제자백가의 설까지 인용했다며 비난하고, 《고사고》(古史考) 25편을 지어 유교 경전에 비추어 《사기》의 오류를 교정하기도 했는데, 《고사고》는 훗날 당대에도 《사기》를 읽을 때면 함께 읽히곤 했음을 당대 유지기(劉知畿)가 편찬한 《사통(史通)》 고금정사편(古今正史篇)에서 확인할 수 있다.
또한 후대에는 많은 지식인이 《사기》와 《한서》를 비교하고 분석하기도 했다.

## 가치

### 문학면
역사 서술을 위한 간결하면서도 힘찬 문장은 '문성(文聖)' 또는 '백전노장의 군대 운용'과 같은 것으로 격찬받았다. 특히 〈항우본기〉는 명문으로 널리 알려져 있다.

### 역사면
정사로서 기술된 당대 역사적 사건에 대한 기본 정보는 섬세한 기술로 당시의 생활이나 습관을 알 수 있는 부분이 많다. 특히 〈서〉(書)의 내용은 전한 시대의 세계관이나 정치, 경제, 사회 제도 등에 대한 중요한 자료로 꼽힌다. 또한 흉노를 비롯한 주변 이민족이나 서역에 대한 기술도 현재 알려져 있는 지리와 유적 발굴 등에서 판명된 당시 상황과의 정합성이 높고, 이러한 지방의 당시를 알기 위한 귀중한 단서가 되어 있으며, 진시황 본기의 "진시황이 자신의 무덤에 근위병 3천 인의 인형을 묻었다"는 기술에 대해서도, 시안시 교외의 병마용갱 발견으로 그 정확성이 증명되었다.

## 구성

### 보사기(補史記)
남북조 시대(南北朝時代: 386~589) 배인(裴駰)의『사기집주(史記集注)』는 원서의 성가를 높이는 데 중요한 역할을 하였다.
당나라 시대에 사마정이 사기의 내용을 보충한 것이다.
- 삼황본기(三皇本紀) - 복희(伏羲), 여와(女媧), 신농(神農)

### 본기(本紀)
총 12편. 왕(王)들의 연대기를 다룬다. 중국 역사 초의 5제(五帝)에서 한(漢) 무제(武帝)까지를 대상으로 하고 있다.
| ###  | ###    | 제목                    | 국가       | 인물                     | 비고 |
| ---- | ------ | ----------------------- | ---------- | ------------------------ | ---- |
| 권1  | 본기1  | 오제본기 (五帝本紀)     | -          | 황제(黃帝)               |      |
| 권1  | 본기1  | 오제본기 (五帝本紀)     | -          | 제전욱(帝顓頊)           |      |
| 권1  | 본기1  | 오제본기 (五帝本紀)     | -          | 제곡(帝嚳)               |      |
| 권1  | 본기1  | 오제본기 (五帝本紀)     | -          | 제요(帝堯)               |      |
| 권1  | 본기1  | 오제본기 (五帝本紀)     | -          | 제순(帝舜)               |      |
| 권2  | 본기2  | 하본기 (夏本紀)         | 하나라(夏) | -                        |      |
| 권3  | 본기3  | 은본기 (殷本紀)         | 상나라(商) | -                        |      |
| 권4  | 본기4  | 주본기 (周本紀)         | 주나라(周) | -                        |      |
| 권5  | 본기5  | 진본기 (秦本紀)         | 진나라(秦) | -                        |      |
| 권6  | 본기6  | 진시황본기 (秦始皇本紀) | 진나라(秦) | 진 시황제(秦 始皇帝)     |      |
| 권6  | 본기6  | 진시황본기 (秦始皇本紀) | 진나라(秦) | 진 이세황제(秦 二世皇帝) |      |
| 권6  | 본기6  | 진시황본기 (秦始皇本紀) | 진나라(秦) | 진왕 자영(秦王 子嬰)     |      |
| 권7  | 본기7  | 항우본기 (項羽本紀)     | 서초(西楚) | 항우(項羽)               |      |
| 권8  | 본기8  | 고조본기 (高祖本紀)     | 한나라(漢) | 한 고제(漢 高帝)         |      |
| 권9  | 본기9  | 여태후본기 (呂太后本紀) | 한나라(漢) | 고황후 여씨(高皇后 呂氏) |      |
| 권9  | 본기9  | 여태후본기 (呂太后本紀) | 한나라(漢) | 한 혜제(漢惠帝)          |      |
| 권9  | 본기9  | 여태후본기 (呂太后本紀) | 한나라(漢) | 한 전소제(漢 前少帝)     |      |
| 권9  | 본기9  | 여태후본기 (呂太后本紀) | 한나라(漢) | 한 후소제(漢 後少帝)     |      |
| 권10 | 본기10 | 효문본기 (孝文本紀)     | 한나라(漢) | 한 문제(漢 文帝)         |      |
| 권11 | 본기11 | 효경본기 (孝景本紀)     | 한나라(漢) | 한 경제(漢 景帝)         |      |
| 권12 | 본기12 | 효무본기 (孝武本紀)     | 한나라(漢) | 한 무제(漢 武帝)         |      |

### 표(表)
총 10편. 본기에 나오는 제왕 및 제후들의 흥망을 정리하여 보여주는 연표이다.
| ###  | ###  | 제목                                         | 목록                                                      | 비고 |
| ---- | ---- | -------------------------------------------- | --------------------------------------------------------- | ---- |
| 권13 | 표1  | 삼대 세표 (三代世表)                         | 주 건국 이전 혈통표, 주 건국 후 공화 이전까지의 제후 연표 |      |
| 권14 | 표2  | 십이제후 연표 (十二諸侯年表)                 | 기원전 841년에서 기원전 477년까지의 제후 연표             |      |
| 권15 | 표3  | 육국 연표 (六國年表)                         | 기원전 476년부터 기원전 207년까지의 제후 연표             |      |
| 권16 | 표4  | 진초지제 월표 (秦楚之際月表)                 | 기원전 209년부터 기원전 202년까지 국가별 월표             |      |
| 권17 | 표5  | 한흥이래제후 연표 (漢興以來諸侯年表)         | 기원전 206년부터 기원전 101년까지 기년표                  |      |
| 권18 | 표6  | 고조공신후자 연표 (高祖功臣侯者年表)         |                                                           |      |
| 권19 | 표7  | 혜경간후자 연표 (惠景間侯者年表)             |                                                           |      |
| 권20 | 표8  | 건원이래후자 연표 (建元以來侯者年表)         |                                                           |      |
| 권21 | 표9  | 건원이래왕자 연표 (建元已來王子年表)         |                                                           |      |
| 권22 | 표10 | 한흥이래장상명신 연표 (漢興以來將相名臣年表) |                                                           |      |

### 서(書)
총 8편. 역대의 정책과 제도, 문물의 발달사 및 전망을 다룬다.
| ###  | ### | 제목           | 목록                                                       | 비고 |
| ---- | --- | -------------- | ---------------------------------------------------------- | ---- |
| 권23 | 서1 | 예서(禮書)     |                                                            |      |
| 권24 | 서2 | 악서(樂書)     |                                                            |      |
| 권25 | 서3 | 율서(律書)     | 군병(軍兵), 28사(二十八舍)                                 |      |
| 권26 | 서4 | 역서(曆書)     | 역술 갑자편(曆術甲子篇)                                    |      |
| 권27 | 서5 | 천관서(天官書) | 중궁(中宮), 동궁(東宮), 남궁(南宮), 서궁(西宮), 북궁(北宮) |      |
| 권28 | 서6 | 봉선서(封禪書) | 제사(祭祀)                                                 |      |
| 권29 | 서7 | 하거서(河渠書) | 치수(治水), 호자가(瓠子歌)                                 |      |
| 권30 | 서8 | 평준서(平準書) |                                                            |      |

### 세가(世家)
총 30편. 역사적으로 중요하게 여겨진 제후(諸侯)들에 대해 다룬다.
| ###  | ###    | 제목                       | 국가       | 목록                                                | 비고 |
| ---- | ------ | -------------------------- | ---------- | --------------------------------------------------- | ---- |
| 권31 | 세가1  | 오태백세가(吳太伯世家)     | 오(吳)     | 오 태백(吳太伯), 수몽(壽夢), 오나라 역대 군주       |      |
| 권32 | 세가2  | 제태공세가(齊太公世家)     | 강제(姜齊) | 제 태공(齊太公), 강제 역대 군주                     |      |
| 권33 | 세가3  | 노주공세가(魯周公世家)     | 노(魯)     | 주공 단(周公 旦), 노 태공(魯太公), 노나라 역대 군주 |      |
| 권34 | 세가4  | 연소공세가(燕召公世家)     | 연(燕)     | 소공 석(召公 奭), 연나라 역대 군주                  |      |
| 권35 | 세가5  | 관채세가(管蔡世家)         | 채(蔡)     | 관숙 선(管叔 鮮), 채숙 도(蔡叔度), 채나라 역대 군주 |      |
| 권35 | 세가5  | 관채세가(管蔡世家)         | 조(曹)     | 조숙 진탁(曹叔 振鐸), 조나라 역대 군주              |      |
| 권36 | 세가6  | 진기세가(陳杞世家)         | 진(陳)     | 진 호공(陳胡公), 진나라 역대 군주                   |      |
| 권36 | 세가6  | 진기세가(陳杞世家)         | 기(杞)     | 기 동루공(杞 東樓公), 기나라 역대 군주              |      |
| 권37 | 세가7  | 위강숙세가(衛康叔世家)     | 위(衛)     | 위 강숙(衛 康叔), 위나라 역대 군주                  |      |
| 권38 | 세가8  | 송미자세가(宋微子世家)     | 송(宋)     | 송 미자(宋微子), 송나라 역대 군주                   |      |
| 권39 | 세가9  | 진세가(晉世家)             | 진(晉)     |                                                     |      |
| 권40 | 세가10 | 초세가(楚世家)             | 초(楚)     |                                                     |      |
| 권41 | 세가11 | 월왕구천세가(越王句踐世家) | 월(越)     |                                                     |      |
| 권42 | 세가12 | 정세가(鄭世家)             | 정(鄭)     |                                                     |      |
| 권43 | 세가13 | 조세가(趙世家)             | 조(趙)     |                                                     |      |
| 권44 | 세가14 | 위세가(魏世家)             | 위(魏)     |                                                     |      |
| 권45 | 세가15 | 한세가(韓世家)             | 한(韓)     |                                                     |      |
| 권46 | 세가16 | 전경중완세가(田敬仲完世家) | 전제(田齊) |                                                     |      |
| 권47 | 세가17 | 공자세가(孔子世家)         | -          | 공자(孔子)                                          |      |
| 권48 | 세가18 | 진섭세가(陳涉世家)         | -          | 진승(陳勝)                                          |      |
| 권49 | 세가19 | 외척세가(外戚世家)         | 전한(前漢) | 한나라의 외척                                       |      |
| 권50 | 세가20 | 초원왕세가(楚元王世家)     | 전한(前漢) | 초원왕 교(楚元王 交)                                |      |
| 권51 | 세가21 | 형연세가(荊燕世家)         | 전한(前漢) | 형왕 유고(荊王 賈), 연경왕 택(燕敬王 澤)            |      |
| 권52 | 세가22 | 제도혜왕세가(齊悼惠王世家) | 전한(前漢) | 제도혜왕 비(齊悼惠王 肥)                            |      |
| 권53 | 세가23 | 소상국세가(蕭相國世家)     | 전한(前漢) | 소하(蕭何)                                          |      |
| 권54 | 세가24 | 조상국세가(曹相國世家)     | 전한(前漢) | 조참(曹參)                                          |      |
| 권55 | 세가25 | 유후세가(留侯世家)         | 전한(前漢) | 장량(張良)                                          |      |
| 권56 | 세가26 | 진승상세가(陳丞相世家)     | 전한(前漢) | 진평(陳平), 왕릉(王陵), 심이기(審食其)              |      |
| 권57 | 세가27 | 강후주발세가(絳侯周勃世家) | 전한(前漢) | 주발(周勃)                                          |      |
| 권58 | 세가28 | 양효왕세가(梁孝王世家)     | 전한(前漢) | 양효왕 무(梁孝王 武)                                |      |
| 권59 | 세가29 | 오종세가(五宗世家)         | 전한(前漢) | 경제의 아들                                         |      |
| 권60 | 세가30 | 삼왕세가(三王世家)         | 전한(前漢) | 무제의 아들                                         |      |

### 열전(列傳)
총 70편. 왕과 제후 외에 역사적으로 중요한 개인들을 다룬다. 대상은 영웅, 정치가, 학자, 군인, 일반 서민까지 다양하다.
| ###   | ###    | 부제                             | 목록 | 비고 |
| ----- | ------ | -------------------------------- | --- | ---- |
| 권61  | 열전1  | 백이 열전 (伯夷列傳)             | 백이(伯夷), 숙제(叔齊) |      |
| 권62  | 열전2  | 관안 열전 (管晏列傳)             | 관중(管仲), 안영(晏嬰) |      |
| 권63  | 열전3  | 노자한비 열전 (老子韓非列傳)     | 노자(老子), 장자(莊子), 신불해(申不害), 한비(韓非) |      |
| 권64  | 열전4  | 사마양저 열전 (司馬穰苴列傳)     | 사마 양저(司馬 穰苴) |      |
| 권65  | 열전5  | 손자오기 열전 (孫子吳起列傳)     | 손무(孫武), 손빈(孫臏), 오기(吳起) |      |
| 권66  | 열전6  | 오자서 열전 (伍子胥列傳)         | 오자서(伍子胥), 백공승(白公勝) |      |
| 권67  | 열전7  | 중니제자 열전 (仲尼弟子列傳)     | 공자의 제자(孔子弟子) |      |
| 권68  | 열전8  | 상군 열전 (商君列傳)             | 상앙(商鞅) |      |
| 권69  | 열전9  | 소진 열전 (蘇秦列傳)             | 소진(蘇秦), 소대(蘇代), 소려(蘇厲) |      |
| 권70  | 열전10 | 장의 열전 (張儀列傳)             | 장의(張儀), 진진(陳軫), 서수(犀首) |      |
| 권71  | 열전11 | 저리자감무 열전 (樗里子甘茂列傳) | 저리질(樗里疾), 감무(甘茂), 감라(甘羅) |      |
| 권72  | 열전12 | 양후 열전 (穰侯列傳)             | 위염(魏冉), 미융(芈戎) |      |
| 권73  | 열전13 | 백기왕전 열전 (白起王翦列傳)     | 백기(白起), 왕전(王翦) |      |
| 권74  | 열전14 | 맹자순경 열전 (孟子荀卿列傳)     | 맹자(孟子), 추기(騶忌), 추연(騶衍), 순우곤(淳于髡), 신도(愼到), 추석(騶奭), 환연(環淵), 접자(接子), 전변(田駢), 순자(荀子), 묵적(墨翟)                             |      |
| 권75  | 열전15 | 맹상군 열전 (孟嘗君列傳)         | 맹상군 전문(孟嘗君 田文), 풍환(馮驩) |      |
| 권76  | 열전16 | 평원군우경 열전 (平原君虞卿列傳) | 평원군 조승(平原君 趙勝), 우경(虞卿) |      |
| 권77  | 열전17 | 위공자 열전 (魏公子列傳)         | 신릉군 무기(信陵君 無忌) |      |
| 권78  | 열전18 | 춘신군 열전 (春申君列傳)         | 춘신군 황헐(春申君 黃歇) |      |
| 권79  | 열전19 | 범수채택 열전 (范雎蔡澤列傳)     | 범수(范雎), 채택(蔡澤) |      |
| 권80  | 열전20 | 악의 열전 (樂毅列傳)             | 망제군 악의(望諸君 樂毅), 창국군 악간(昌國君 樂間), 무양군 악승(武襄君 樂乘)                                                                                       |      |
| 권81  | 열전21 | 염파인상여 열전 (廉頗藺相如列傳) | 염파(廉頗), 인상여(藺相如), 이목(李牧) |      |
| 권82  | 열전22 | 전단 열전 (田單列傳)             | 전단(田單) |      |
| 권83  | 열전23 | 노중련추양 열전 (魯仲連鄒陽列傳) | 노중련(魯仲連), (鄒陽) |      |
| 권84  | 열전24 | 굴원가생 열전 (屈原賈生列傳)     | 굴원(屈原), 가의(賈誼) |      |
| 권85  | 열전25 | 여불위 열전 (呂不韋列傳)         | 여불위(呂不韋) |      |
| 권86  | 열전26 | 자객 열전 (刺客列傳)             | 조말(曹沫), 전제(專諸), 예양(豫讓), 섭정(聶政), 형가(荊軻) |      |
| 권87  | 열전27 | 이사 열전 (李斯列傳)             | 이사(李斯) |      |
| 권88  | 열전28 | 몽염 열전 (蒙恬列傳)             | 몽염(蒙恬) |      |
| 권89  | 열전29 | 장이진여 열전 (張耳陳餘列傳)     | 조왕 장이(趙王 張耳), 대왕 진여(代王 陳餘) |      |
| 권90  | 열전30 | 위표팽월 열전 (魏豹彭越列傳)     | 위표(魏豹), 양왕 팽월(梁王彭越) |      |
| 권91  | 열전31 | 경포 열전 (黥布列傳)             | 회남왕 경포(淮南王 黥布) |      |
| 권92  | 열전32 | 회음후 열전 (淮陰侯列傳)         | 회음후 한신(淮陰侯 韓信) |      |
| 권93  | 열전33 | 한신노관 열전 (韓信盧綰列傳)     | 한왕 신(韓王 信), 연왕 노관(燕王 盧綰), 양하후 진희(陽夏侯 陳豨)                                                                                                   |      |
| 권94  | 열전34 | 전담 열전 (田儋列傳)             | 전담(田儋), 전영(田榮), 전횡(田橫) |      |
| 권95  | 열전35 | 번역등관 열전 (樊酈滕灌列傳)     | 무양후 번쾌(舞陽侯 樊噲), 곡주후 역상(曲周侯 酈商), 여음후 하후 영(汝陰侯 夏侯 嬰), 영음후 관영(潁陰侯 灌嬰)                                                       |      |
| 권96  | 열전36 | 장승상 열전 (張丞相列傳)         | 북평후 장창(北平侯 張蒼), 분음후 주창(汾陰侯 周昌), 광아후 임오(廣阿侯 任敖), 고안후 신도가(故安侯 申屠嘉)                                                         |      |
| 권97  | 열전37 | 역생육가 열전 (酈生陸賈列傳)     | 역이기(酈食其), 육가(陸賈), 평원군 주건(平原君 朱建) |      |
| 권98  | 열전38 | 부근괴성 열전 (傅靳蒯成列傳)     | 양릉후 부관(陽陵侯 傅寬), 신무후 근흡(信武侯 靳歙), 괴성후 주설(蒯成侯 周緤)                                                                                       |      |
| 권99  | 열전39 | 유경숙손통 열전 (劉敬叔孫通列傳) | 건신후 유경(建信侯 劉敬), 직사군 숙손통(稷嗣君 叔孫通) |      |
| 권100 | 열전40 | 계포난포 열전 (季布欒布列傳)     | 계포(季布), 조구생(曹丘生), 계심(季心), 정공(丁公), 난포(欒布) |      |
| 권101 | 열전41 | 원앙조조 열전 (袁盎晁錯列傳)     | 원앙(袁盎), 조조(晁錯), 등공(鄧公) |      |
| 권102 | 열전42 | 장석지풍당 열전 (張釋之馮唐列傳) | 장석지(張釋之), 풍당(馮唐) |      |
| 권103 | 열전43 | 만석장숙 열전 (萬石張叔列傳)     | 만석군 석분(萬石君 石奮), 목구후 석경(牧丘侯 石慶), 건릉후 위관(建陵侯 衞綰), 새후 직불의(塞侯 直不疑), 주인(周仁), 장숙(張叔)                                     |      |
| 권104 | 열전44 | 전숙 열전 (田叔列傳)             | 전숙(田叔), 전인(田仁) |      |
| 권105 | 열전45 | 편작창공 열전 (扁鵲倉公列傳)     | 편작(扁鹊), 창공 순우의(倉公 淳于意) |      |
| 권106 | 열전46 | 오왕비 열전 (吳王濞列傳)         | 오왕 유비(吳王 劉濞) |      |
| 권107 | 열전47 | 위기무안후 열전 (魏其武安侯列傳) | 위기후 두영(魏其侯 竇嬰), 무안후 전분(武安侯 田蚡), 관부(灌夫) |      |
| 권108 | 열전48 | 한장유 열전 (韓長孺列傳)         | 한안국(韓安國) |      |
| 권109 | 열전49 | 이장군 열전 (李將軍列傳)         | 이광(李廣) |      |
| 권110 | 열전50 | 흉노 열전 (匈奴列傳)             | |      |
| 권111 | 열전51 | 위장군표기 열전 (衛將軍驃騎列傳) | 위청(衛靑), 곽거병(霍去病) |      |
| 권112 | 열전52 | 평진후주보 열전 (平津侯主父列傳) | 공손 홍(公孫 弘), 주보언(主父偃) |      |
| 권113 | 열전53 | 남월 열전 (南越列傳)             | 남월왕 조타(南越王 趙佗), 문왕 조호(文王 趙胡), 명왕 조영제(明王 趙嬰齊), 조건덕(趙建德), 창오왕 조광(蒼梧王 趙光)                                                 |      |
| 권114 | 열전54 | 동월 열전 (東越列傳)             | 민월왕 추무제(閩越王 騶無諸), 동해왕 추요(東海王 騶搖) |      |
| 권115 | 열전55 | 조선 열전 (朝鮮列傳)             | 위만(衛滿), 우거왕(右渠王) |      |
| 권116 | 열전56 | 서남이 열전 (西南夷列傳)         | 야랑(夜郞), 전국(滇國), 공도(邛都), 사(徙), 작도(筰都), 염방(冉駹), 백마국(白馬國)                                                                                 |      |
| 권117 | 열전57 | 사마상여 열전 (司馬相如列傳)     | 사마 상여(司馬 相如) |      |
| 권118 | 열전58 | 회남형산 열전 (淮南衡山列傳)     | 회남여왕 유장(淮南厲王 劉長), 회남왕 유안(淮南王 劉安), 형산왕 유사(衡山王 劉賜)                                                                                   |      |
| 권119 | 열전59 | 순리 열전 (循吏列傳)             | 손숙오(孫叔敖), 자산(子産), 공의휴(公儀休), 석사(石奢), 이리(李離)                                                                                                 |      |
| 권120 | 열전60 | 급정 열전 (汲鄭列傳)             | 급암(汲黯), 정당시(鄭當時) |      |
| 권121 | 열전61 | 유림 열전 (儒林列傳)             | 신공(申公), 원고생(轅固生), 한영(韓嬰), 복승(伏勝), 고당생(高堂生), 서생(徐生), 양하(楊何), 동중서(董仲舒), 호무생(胡毋生), 강생(江生)                             |      |
| 권122 | 열전62 | 혹리 열전 (酷吏列傳)             | 후봉(侯封), 조착(鼂錯), 질도(郅都), 영성(寧成), 주양유(周陽由), 조우(趙禹), 장탕(張湯), 의종(義縱), 왕온서(王溫舒), 윤제(尹齊), 양복(楊僕), 감선(減宣), 두주(杜周) |      |
| 권123 | 열전63 | 대완 열전 (大宛列傳)             | 대완(大宛), 강거(康居), 조손(烏孫), 엄채(奄蔡), 대월씨(大月氏), 안식(安息), 조지(條枝), 대하(大夏)                                                                 |      |
| 권124 | 열전64 | 유협 열전 (遊俠列傳)             | 곽해(郭解), 극맹(劇孟), 주가(朱家) |      |
| 권125 | 열전65 | 영행 열전 (佞幸列傳)             | 등통(鄧通), 조동(趙同), 북궁백자(北宮伯子), 주문인(周文仁), 한언(韓嫣), 이연년(李延年)                                                                             |      |
| 권126 | 열전66 | 골계 열전 (滑稽列傳)             | 순우곤(淳于髡), 우맹(優孟), 우전(優旃) |      |
| 권127 | 열전67 | 일자 열전 (日者列傳)             | 사마계주(司馬季主) |      |
| 권128 | 열전68 | 귀책 열전 (龜策列傳)             | 점복(占卜) |      |
| 권129 | 열전69 | 화식 열전 (貨殖列傳)             | 범려(范蠡), 자공(子貢), 의돈(猗頓), 백규(白圭), 탁씨(卓氏), 정정(程鄭), 공씨(孔氏)                                                                                 |      |
| 권130 | 열전70 | 태사공 자서 (太史公自序)         | |      |

## 번역
- 이영무 옮김, 《사기》 (상·중·하, 전3권): 범우사에서 2003년에 초판을 간행하였다. 부분적으로 번역되었으며, 번역자가 순서를 편집하였다. ISBN 89-08-01060-2 (상) / ISBN 89-08-01061-0 (중) / ISBN 89-08-01062-9 (하)
- 연세대학교 중어중문학 박사 유강하 씨가 사기를 번역, 2016년 5월에 단비로 출판하였다.

## 참고 문헌
1. ↑  반고: 《한서》 권80 〈선원육왕전〉(宣元六王傳), 後年來朝，上疏求諸子及太史公書，上以問大將軍王鳳，對曰：「臣聞諸侯朝聘，考文章，正法度，非禮不言。今東平王幸得來朝，不思制節謹度，以防危失，而求諸書，非朝聘之義也。諸子書或反經術，非聖人，或明鬼神，信物怪；太史公書有戰國從橫權譎之謀，漢興之初謀臣竒策，天官災異，地形阸塞：皆不宜在諸侯王。不可予。不許之辭宜曰：『五經聖人所制，萬事靡不畢載。王審樂道，傅相皆儒者，旦夕講誦，足以正身虞意。夫小辯破義，小道不通，致遠恐泥，皆不足以留意。諸益於經術者，不愛於王。』」對奏，天子如鳳言，遂不與。
2. ↑  유지기도 《사기》를 낮추어 보았다. 《사통》 권2, 〈이체(二體)〉참조.
3. 1 2 3 4  최대림 (1993년 6월 30일). 《史記(本記, 世家)》. 홍신문화사. 3~4쪽. ISBN 89-7055-043-7.

## 같이 보기
- 플루타르코스 영웅전